# Perdita trisignata
Perdita trisignata är en biart som beskrevs av Cockerell 1896. Perdita trisignata ingår i släktet Perdita och familjen grävbin. Inga underarter finns listade i Catalogue of Life.